# Ян Шур
Ян Шур (нім. Jan Schur, 27 листопада 1962) — німецький велогонщик.
Олімпійський чемпіон 1988 року в роздільній командній гонці.